# 富塚町 (伊勢崎市)
富塚町（とみづかちょう）は、群馬県伊勢崎市の地名。郵便番号は372-0833。

## 地理
伊勢崎市の南部、豊受地区に位置する。域内を南北に国道462号が通っている。
北側から時計回りに除ケ町、下道寺町、長沼町、八斗島町、福島町と接している。

## 世帯数と人口
2020年（令和2年）11月1日現在の世帯数と人口は以下の通りである。
| 町丁   | 世帯数  | 人口      |
| ------ | ------- | --------- |
| 富塚町 | 1,556人 | 3,613世帯 |

## 小・中学校の学区
市立小・中学校に通う場合、学区は以下の通りとなる。
| 町丁   | 番地 | 小学校               | 中学校               |
| ------ | ---- | -------------------- | -------------------- |
| 富塚町 | 一部 | 伊勢崎市立豊受小学校 | 伊勢崎市立第四中学校 |
| 富塚町 | 一部 | 伊勢崎市立坂東小学校 | 伊勢崎市立第四中学校 |

## 交通
- 国道462号
- 群馬県道18号伊勢崎本庄線

## 施設
- 伊勢崎市民プラザ
- 富塚公園